# RWBY
RWBY (uttalas "ruby") är en amerikansk webbserie skapad av Monty Oum för Rooster Teeth. Serien utspelar sig i den påhittade världen Remnant, där ungdomar tränar för att bli jägare ("Hunters") och jägarinnor ("Huntresses") för att skydda världen från monster.
Det första avsnittet lades upp 18 juli 2013 på Rooster Teeths hemsida, efter en exklusiv visning på RTX. Den andra säsongen, eller volymen, visades upp 4 juli 2014 på RTX och 24 juli till allmänheten, följt av den tredje volymen 24 oktober 2015. Den fjärde volymen kom den 3 oktober 2016. Den femte volymen var först uppvisad den 14 oktober 2017. Volym 6 blev annonserad på RTX austin 2018, den blev först upplagt på Rooster Teeths webbsida den 27 oktober 2018. Volym 7 bröt mot mönstret att släppas i oktober, den släpptes istället den 2 november 2019.